# Вулиця Гетьмана Сагайдачного (Мелітополь)
Вулиця Гетьмана Сагайдачного (з кінця XIX ст. по 1921 р. — Вокзальна, 1921—2016 гг. — Фрунзе) — вулиця в Мелітополі, названа на честь козацького гетьмана Петра Конашевича Сагайдачного. Починається перехрестям із Покровською вулицею в історичному центрі міста. На невеликій ділянці від проспекту Богдана Хмельницького до вулиці Ломоносова нею проходить автошлях М-18 «Харків — Сімферополь — Алушта — Ялта». Далі слідує найбільший відрізок вулиці, що складається з промислової зони та приватного сектора і на якому ділянка залізничних колій проходить безпосередньо вулицею. Наприкінці вулиці знаходиться привокзальна площа, на якій розташовані будівля вокзалу та кінцева зупинка автобусів.

## Історія
Вулиця виникла як шосе, що з'єднує місто Мелітополь із залізничною станцією, і з кінця XIX століття називалася Вокзальною.
7 жовтня 1899 року представники, що оглядали місце на Вокзальній вулиці, запропоноване видатним земським лікарем Андрієм Корвацьким для будівництва нової земської лікарні, повідомили земським зборам: «Запропоноване місце є двома дуже крутими схилами, і один із схилів сильно забруднений гноєм… Приведення цього місця в прийнятний для будівництва на ньому лікарні стан вимагатиме дуже великих витрат». На що збори ухвалили: «Більше місць для лікарні не шукати та уповноважити Управу приступити до заготівлі матеріалів для будівництва лікарні на ділянці землі (2 десятини поблизу в'язниці), купленої у Піщанського сільського товариства за 5000 руб.»
24 травня 1919 року на Вокзальній вулиці в будинку Маслянського відкрився Робочий клуб групи анархістів «Набат».
25 жовтня 1921 року, ще за життя М. В. Фрунзе, вулиця була перейменована на його честь.
Протягом років німецької окупації 1941—1943 років вулиці повернули назву Вокзальна.
У 1950 році закрили залізничний цвинтар по вулиці Фрунзе через повне використання земельних ділянок.
У 1954 році до святкування 300-річчя возз'єднання України з Росією на розі вулиці Фрунзе та проспекту Богдана Хмельницького встановили пам'ятник Богдану Хмельницькому. До Другої світової війни вулиця Фрунзе тут була вузькою, в 1950-ті роки її розширили. Але вона з'єднувалася з проспектом крутою дугою з підйомом, і тут траплялося особливо багато аварій. На початку 1970-х років перехрестя реконструювали, а пам'ятник Богдану Хмальницькому перенесено на перехрестя проспекту Богдана Хмельницького з вулицею Вакуленчука.
13 серпня 1954 року виконком затвердив акт приймання одноповерхової будівлі Мелітопольської автостанції на розі вулиць Фрунзе та Сталіна (нинішня Ломоносова).
21 березня 2016 року розпорядженням № 115 голови Запорізької обласної державної адміністрації вулиця Фрунзе отримала нову назву — вулиця Гетьмана Сагайдачного.
7 квітня 2023 року, під час Російського вторгнення в Україну, російська окупаційна влада Мелітополя видала наказ про повернення вулиці імені Фрунзе.

## Об'єкти

### Пам'ятники
- старовинний паровоз;

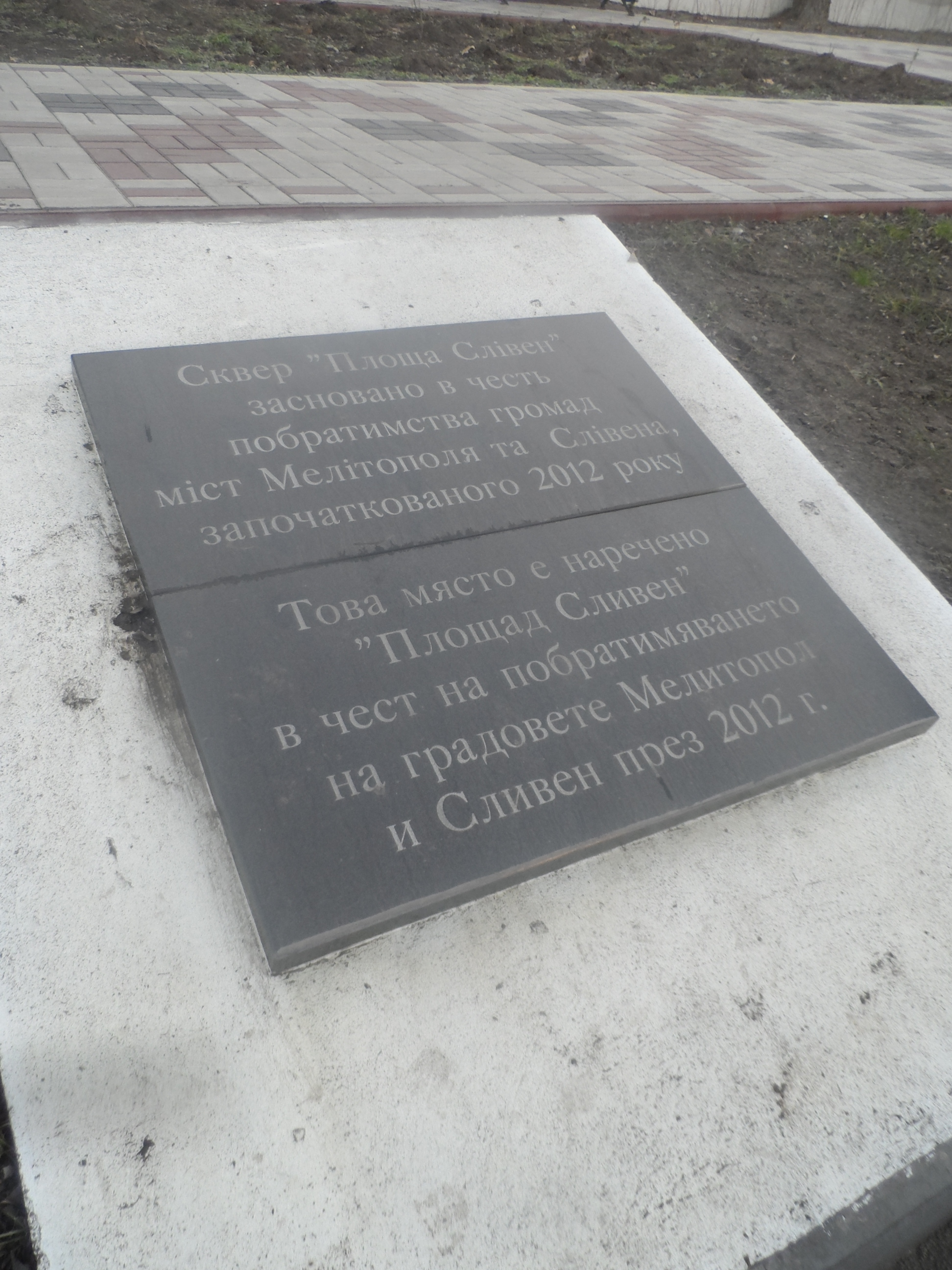

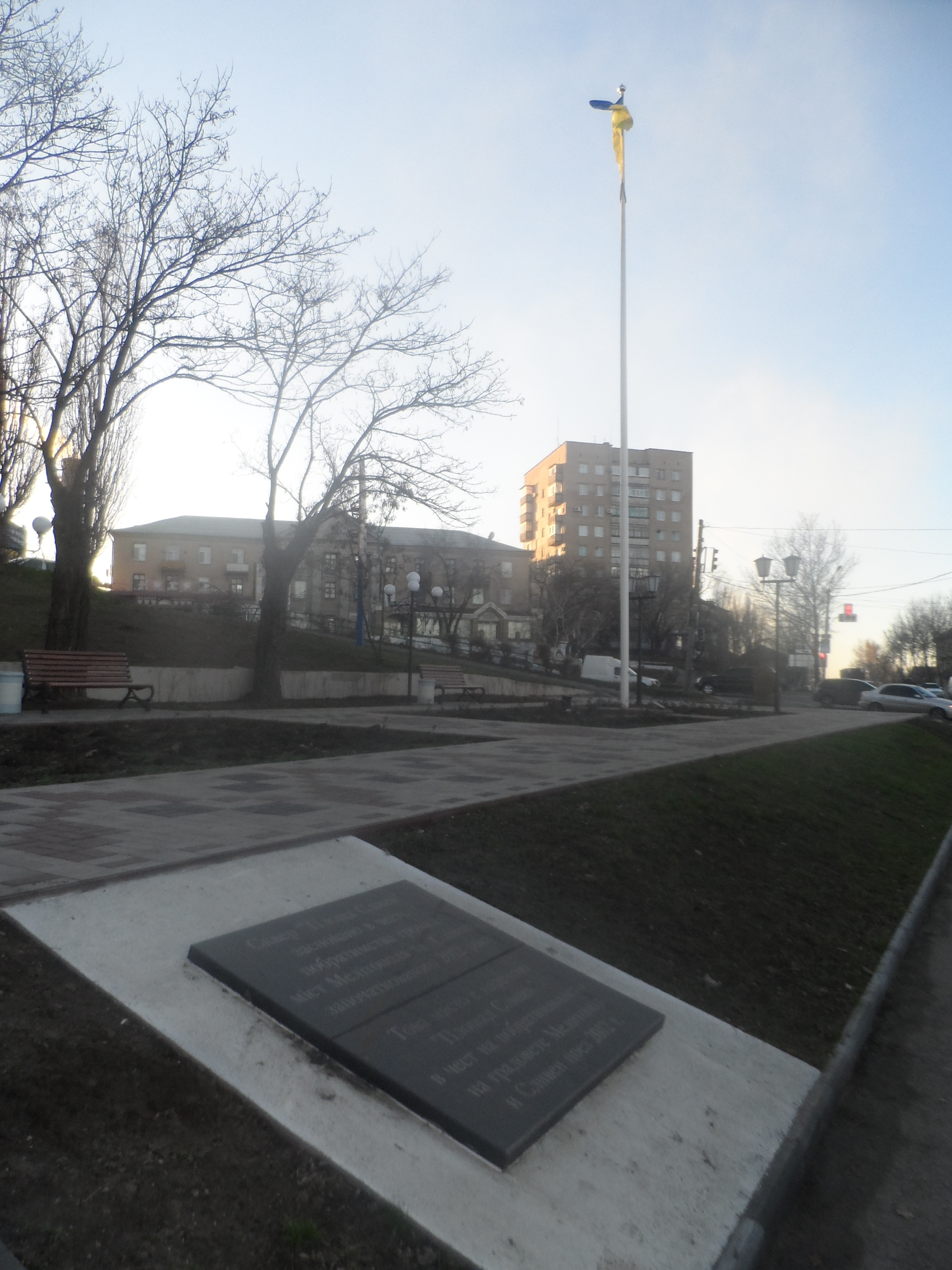

- пам'ятник Леніну (демонтований 5 червня 2015)[9];
- сквер «Площа Слівен»;
- бюст Фрунзе.

### Залізниця
- залізничний вокзал;
- медичне відділення Придніпровської залізниці;
- пішохідний міст на Юрівку через територію вокзалу;
- залізничні колії, що йдуть уздовж вулиці на олійноекстракційний завод і завод будматеріалів.

### Підприємства
- ВАТ «Мелітопольський елеватор»;
- ВАТ «Мелітопольський олійноекстракційний завод»;
- ТОВ «Мелітопольміськпаливо» (вугільний склад);
- корпус заводу ВАТ «Мелітопольпродмаш» (лінії розливу алкогольних та безалкогольних напоїв).

### Інше
- санітарно-епідеміологічна станція;
- ветеринарна клініка «Айболить»;
- школа № 23.

## Галерея
|                                                         |                                         |                                                 |                                            |
| вид на вокзал з пішохідного мосту                       | паровоз біля вокзалу                    | пам'ятник Леніну (демонтовано 5 червня 2015 р.) | бюст Фрунзе                                |
|                                                         |                                         |                                                 |                                            |
| ДК «Залізничник» (юридична адреса на вул. Чайковського) | відрізок вулиці за привокзальною площею | санітарно-епідеміологічна станція               | згоріла будівля заводу «Мелітопольпродмаш» |
|                                                         |                                         |                                                 |                                            |
| проїжджа частина                                        | елеватор (вид з боку Лінійної вулиці)   | біля території заводу «Мелітопольпродмаш»       | ділянка вулиці у старій частині міста      |